# Exèrcit Imperial Alemany
L'Exèrcit Imperial Alemany (en alemany: Deutsches Kaiserreich Heer) era el nom donat a les forces armades combinades de l'Imperi Alemany. L'Exèrcit Imperial Alemany es va crear quan es va formar l'Imperi Alemany l'any 1871. Després de la Primera Guerra Mundial, a Alemanya es va proclamar la República de Weimar. L'any 1919 l'Exèrcit Imperial Alemany es va dissoldre. El nou govern alemany va crear una força armada anomenada Reichswehr, que va funcionar com a força armada entre els anys 1919 i 1935. El règim nacionalsocialista va crear la Wehrmacht, que va funcionar com a força armada entre els anys 1935 i 1945. En arribar la fi de la Segona Guerra Mundial Alemanya es va rendir als Aliats. Actualment, es fa servir el nom Deutsche Heer per anomenar al component terrestre de la Bundeswehr, la força armada de la República Federal Alemanya.

## Formació
Els Estats que componien l'Imperi alemany tenien cadascun els seus propis exèrcits separats. Dins de la Confederació Alemanya, fundada després de les guerres napoleòniques, cada Estat era responsable del manteniment d'algunes unitats que es posarien a la disposició de la Confederació en cas de conflicte. En operar en conjunt, aquestes unitats eren conegudes com l'Exèrcit Federal (en alemany: Bundesheer). El sistema de l'Exèrcit Federal va funcionar durant diversos conflictes del segle xix, com la Primera Guerra de Schleswig en 1848–1850, però per a l'època de la Guerra dels Ducats (1864), van començar a aparèixer tensions, principalment entre les grans potències de la Confederació, l'Imperi d'Àustria i el Regne de Prússia. El final de la Confederació Alemanya va ser segellada per la Guerra Austroprussiana de 1866.
Després d'aquest conflicte, una victoriosa i molt més ampliada Prússia va formar una nova confederació, la Federació Alemanya del Nord, que incloïa els Estats del nord d'Alemanya. El tractat que va configurar la Federació Alemanya del Nord incloïa el manteniment d'un exèrcit federal i d'una Marina federal (Bundesmarine o Bundeskriegsmarine). Les noves lleis sobre el servei militar també van utilitzar aquests termes. Els convenis (alguns es van modificar més tard) estipulats entre la Federació Alemanya del Nord i els seus Estats membres subordinaven efectivament els seus exèrcits a Prússia en temps de guerra i donaven a l'exèrcit prussià el control de la formació, la doctrina i l'equipament.
Poc després d'esclatar la guerra francoprussiana en 1870, la Federació Alemanya del Nord també va establir convenis per als assumptes militars amb Estats no membres de la confederació: Baviera, Wurtemberg i Baden.
A través d'aquests convenis i la constitució de l'Imperi Alemany de 1871, es va crear un exèrcit imperial (Reichsheer). Els contingents dels regnes de Baviera, Saxònia i Württemberg es van mantenir semiautònoms, mentre que l'exèrcit prussià tenia gairebé el control total dels exèrcits dels altres Estats de l'Imperi. La constitució de l'Imperi alemany, de data 16 d'abril de 1871, va canviar les referències en la Constitució d'Alemanya del Nord i l'Exèrcit Federal, que va passar a cridar-se exèrcit imperial (Reichsheer) o Exèrcit alemany (Deutsches Heer).
Després de 1871, no obstant això, els exèrcits dels quatre regnes no es van fusionar en temps de pau. Les expressions «Exèrcit alemany» i «Exèrcit Imperial» es van usar en diversos documents jurídics, com el Codi Penal Militar, però d'altra banda els exèrcits de Prússia, Baviera, Saxònia i Württemberg van mantenir les seves respectives identitats. Cada regne tenia el seu propi Ministeri de Guerra, Baviera i Saxònia tenien les seves pròpies llistes oficials de rang i antiguitat per als seus oficials, i Wurtemberg tenia un capítol separat de les llistes de rang de l'exèrcit prussià. Les unitats de Württemberg i Saxònia eren numerades d'acord amb el sistema prussià, mentre que les unitats de Baviera van conservar la seva pròpia numeració (p. ex. el 2.º Regiment d'Infanteria de Württemberg era el Regiment d'Infanteria N.º 120 segons el sistema prussià).

## Força Aèria

Escarapel·la utilitzada per la força aèria.

La Deutsche Luftstreitkräfte, coneguda abans de 1916 com Die Fliegertruppen des deutschen Kaiserreiches (Tropes aèries de l'Imperi Alemany), era el braç aeri de les forces armades alemanyes durant la Primera Guerra Mundial (1914–1918). Encara que el seu nom realment significa alguna cosa molt proper a "La Força Aèria Alemanya", va romandre com una part integral de l'Exèrcit de terra alemany durant la durada de la guerra.